# الصليب الأحمر الأسترالي
الصليب الأحمر الأسترالي (بالإنجليزية: Australian Red Cross)‏؛هي الجمعية الطبية الرسمية في دولة أستراليا تأسست عام 1914.